# Lampetis burlinii
Lampetis burlinii es una especie de escarabajo del género Lampetis, familia Buprestidae. Fue descrita científicamente por Cobos en 1963.